# Toby Gad
Tobias "Toby" Gad es un productor musical y compositor alemán, más conocido por coescribir «All of Me» de John Legend y por coescribir y producir «Big Girls Don't Cry» de Fergie y «If I Were a Boy» de Beyonce. y También por coescribir «Already Missing You» de Prince Royce y Selena Gomez. 
Otras de sus obras son «Skyscraper» de Demi Lovato, «Who You Are» de Jessie J, «Untouched» de The Veronicas, «A Year Without Rain» de Selena Gomez & the Scene,  «Don’t Hold Your Breath» por Nicole Scherzinger, «Love You More» de JLS, y «I Do» de Colbie Caillat.
Algunas de sus colaboraciones notables incluyen Madonna. Beyonce, John Legend, Fergie, Jessie J, Kelly Clarkson, Alicia Keys, Colbie Caillat, Jazmine Sullivan, James Morrison, Demi Lovato, Selena Gómez, Robin Thicke, Brandy y Sean Paul, de One Direction, Prince Royce, entre otros.
En 2014 fue clasificado como el compositor # 3 en América por Billboard, el seguimiento de los compañeros creadores de éxitos Ryan Tedder y Pharrell Williams.

## Discografía
| Año           | Artista(s)                                                                                          | Álbum/Sencillos | Posiciones del Álbum                                         | Posiciones de Sencillos                                                                                         | Certificaciones                                         |   |
| ------------- | --------------------------------------------------------------------------------------------------- | --- | ------------------------------------------------------------ | --- | ------------------------------------------------------- | - |
| 1988          | Fancy                                                                                               | «Contact» - «I Don't Want To Go» - «Girl Don't Let Me Down» | —                                                            | — | —                                                       |   |
| 1988          | Milli Vanilli                                                                                       | «All or Nothing» - «Can't You Feel My Love?» - «Boy In The Tree» - «Is It Love» | —                                                            | — | —                                                       |   |
| 1989          | Q                                                                                                   | «Q-NRG» - «Rainy» | —                                                            | — | —                                                       |   |
| 1991          | Los Reyes                                                                                           | «Tarot — Sencillo» | —                                                            | — | —                                                       |   |
| 1992          | Nemorin                                                                                             | «The Creole Dance — Sencillo» | —                                                            | — | —                                                       |   |
| 1995          | Nemorin                                                                                             | «Neverending Story III» - "«Mission of Love»" - "«Dream On»" | —                                                            | — | —                                                       |   |
| 1995          | Nemorin                                                                                             | «The Magic of the Fall» - "«Mission of Love»" - "«Angelina»" | —                                                            | — | —                                                       |   |
| 1999          | Scatman John                                                                                        | «Take Your Time» - "«The Chicadee Song»" | —                                                            | — | —                                                       |   |
| 1999          | Bellissima                                                                                          | "«Ohh La La - Single»" | —                                                            | — | —                                                       |   |
| 1999          | Enrique Iglesias                                                                                    | Cosas del Amor - "«Cosas Del Amor»" - "«Para De Jagar»" - "«Ruletta Russia»" | - #1 US Billboard Top Latin Albums                           | — | - WW : Platinum (Album)                                 |   |
| 2000          | AOC                                                                                                 | "Maybe You're Right - Sencillo | —                                                            | — | —                                                       |   |
| 2001          | Starmaker                                                                                           | Bulletproof - Damn I Think I Love You - Rebel Child | —                                                            | — | - NLD : 3X Platinum (Album)                             |   |
| 2002          | Sita                                                                                                | Wild Thornberries - Happy | —                                                            | — | —                                                       |   |
| 2004          | Willa Ford                                                                                          | Sexysexobsessive - "A Toast to Men" | —                                                            | - #11 US Hot Dance Singles Sales                                                                                | —                                                       |   |
| 2004          | Sandy Mölling                                                                                       | "Unexpected" - "One in a Million" | —                                                            | — | —                                                       |   |
| 2005          | Lola                                                                                                | Take it Like I Give It - "No Strings" | —                                                            | - #2 US Hot Dance Club Songs                                                                                    | -                                                       |   |
| 2005          | Jaci Velásquez                                                                                      | Unspoken - "Unspoken" | - #55 US Billboard 200                                       | — | —                                                       |   |
| 2005          | Ricky Martin                                                                                        | Life - "Drop It On Me" | - #6 US Billboard 200 - #40 UK Album Chart                   | - #20 US Bubbling Under Hot 100                                                                                 | - WW : Gold (Album)                                     |   |
| 2005          | Nicole Wray                                                                                         | Lovechild - "Child of the King" - "Say My Name" - "Where I'm From" - "You Ain't S*** to Me" | —                                                            | — | —                                                       |   |
| 2005          | The Veronicas                                                                                       | The Secret Life Of... - "Secret" - "Mouth Shut" - "Speechless" | - #3 US Billboard Top Heatseekers                            | — | - AUS : 4x Platinum (Album)                             |   |
| 2006          | Jane Zhang                                                                                          | Jane.Love EP - "To Be Loved" - "Counterclockwise" | —                                                            | — | - CHI : 5x Platinum (Album)                             |   |
| 2006          | Meleni Smith                                                                                        | Meet Me In the Bathroom - "Meet Me In The Bathroom" - "Happy" | —                                                            | — | —                                                       |   |
| 2006          | Kaci Brown                                                                                          | Instigator - "Instigator" - "Unbelievable" | —                                                            | - #9 US Hot Dance Club Songs - "Instigator" - #27 US Hot Dance Club Songs - "Unbelievable"                      | —                                                       |   |
| 2006          | Elisabeth Withers                                                                                   | "It Could Happen to Anyone" - Sencillo | —                                                            | — | —                                                       |   |
| 2006          | Fergie                                                                                              | The Dutchess - "Big Girls Don't Cry" | - #2 US Billboard 200 - #18 UK Album Chart                   | - #1 US Billboard Hot 100 - #2 UK Singles Chart - #1 more than 10 Countries Worldwide                           | - WW : 4x Platinum (Singles) - WW : 8x Platinum (Album) |   |
| 2007          | Keke Palmer                                                                                         | DisneyMania 5 - "True to Your Heart" | - #14 US Billboard 200                                       | — | —                                                       |   |
| 2007          | Keke Palmer                                                                                         | So Uncool - "Bottoms Up" - "Rainbow" - "Skin Deep" - "Wake Up Call" | - #28 US Billboard Top Heatseekers                           | — | —                                                       |   |
| 2007          | The Veronicas                                                                                       | Hook Me Up - "Untouched" - "This Is How It Feels" - "Take Me on the Floor" - "Revenge Is Sweeter {Than You Ever Were}" - "All I Have" - "In Another Life" - "This Love"                                        | - #1 US Billboard Top Heatseekers - #35 UK Album Chart       | "Untouched" - #17 US Billboard Hot 100 - #35 UK Singles Chart "Take Me on the Floor" - #81 US Billboard Hot 100 | "Untouched" - WW : Platinum (Singles)                   |   |
| 2007          | Hannah Montana                                                                                      | Original Soundtrack - "Rockstar" - "One in a Million" | - #1 US Billboard 200 - #8 UK Compilations Chart             | "Rockstar" - #80 US Billboard Hot 100 "One in a Million" - #12 US Bubbling Under Hot 100                        | - WW : 5x Platinum (Album)                              |   |
| 2008          | Donna Summer                                                                                        | Crayons - "Fame (The Game)" - "Sand On My Feet" - "Science of Love" | - #17 US Billboard 200 - #142 UK Album Chart                 | "Fame (The Game)" - #2 US Hot Dance Club Songs                                                                  | —                                                       |   |
| 2008          | Beyoncé                                                                                             | I Am... Sasha Fierce - "If I Were a Boy" | - #1 US Billboard 200 - #2 UK Album Chart                    | - #3 US Billboard Hot 100 - #1 UK Singles Chart - #1 more than 9 Countries Worldwide                            | - WW : 3x Platinum (Singles) - WW : 7x Platinum (Album) |   |
| 2008          | Natasha Bedingfield                                                                                 | Pocket Full of Sunshine - "Freckles" - "Happy" | - #3 US Billboard 200 - #9 UK Album Chart                    | — | - US : Gold (Album)                                     |   |
| 2008          | Brandy                                                                                              | Human - "Gonna Find My Love" - "Human" | - #15 US Billboard 200                                       | — | —                                                       |   |
| 2008          | Camp Rock                                                                                           | Camp Rock soundtrack - "Too Cool" - "Hasta La Vista" | - #3 US Billboard Hot 200                                    | – | - VW : Platinum (Album)                                 |   |
| 2008          | Keke Palmer                                                                                         | True Jackson, VP - "True Jackson, VP (Theme Song)" | —                                                            | — | —                                                       |   |
| 2009          | Ashley Tisdale                                                                                      | Guilty Pleasure - "Me Without You" - "Delete You" | - #12 US Billboard 200 - #130 UK Album Chart                 | — | —                                                       |   |
| 2009          | Sandra                                                                                              | Back To Life - "R U Feeling Me" - "Once in a Lifetime" - "In a Heartbeat" - "The Night Is Still Young" - "Just Like Breathing" - "Always on my Mind" - "What If" - "These Moments" - "I Want You" - "Who I Am" | —                                                            | — | —                                                       |   |
| 2009          | Jordin Sparks                                                                                       | Battlefield - "Let It Rain" - "Emergency (911)" - "Faith" - "Vertigo" - "Papercut" | - #7 US Billboard 200 - #11 UK Album Chart                   | — | - WW : Gold (Album)                                     |   |
| 2009          | Demi Lovato                                                                                         | Here We Go Again - "Everything You're Not" | - #1 US Billboard 200 - #199 UK Album Chart                  | — | - WW : 2x Platinum (Album)                              |   |
| 2009          | Hannah Montana                                                                                      | Hannah Montana 3 - "Just a Girl" | - #2 US Billboard 200 - #5 UK Compilations Chart             | — | - WW : 3x Platinum (Album)                              |   |
| 2009          | Pixie Lott                                                                                          | Turn It Up - "Band Aid" - "Nothing Compares" | - #6 UK Album Chart                                          | - | - UK : 2x Platinum (Album)                              |   |
| 2009          | Jessie James                                                                                        | Jessie James - "Inevitable" | - #23 US Billboard 200                                       | — | —                                                       |   |
| 2009          | Esmee Denters                                                                                       | Outta Here - "Admit It" | - #48 UK Album Chart                                         | — | —                                                       |   |
| 2009          | Jessica Jarrell                                                                                     | Armageddon Single - "Armageddon" | —                                                            | — | —                                                       |   |
| 2009          | Allison Iraheta                                                                                     | Just Like You - "Scars" | - #35 US Billboard 200                                       | — | —                                                       |   |
| 2009          | Selena Gomez & the Scene                                                                            | Kiss & Tell - "I Don't Miss You At All" | - #9 US Billboard 200 - #12 UK Album Chart                   | — | - WW : Platinum (Album)                                 |   |
| 2009          | Kris Allen                                                                                          | Kris Allen - "The Truth" - "From The Ashes" - "I Need To Know" | - #11 US Billboard 200                                       | — | —                                                       |   |
| 2009          | Alicia Keys                                                                                         | The Element of Freedom - "Love Is My Disease" | - #2 US Billboard 200 - #1 UK Album Chart                    | — | - WW : 4X Platinum (Album)                              |   |
| 2009          | Robin Thicke                                                                                        | Sex Therapy - "Mona Lisa" | - #9 US Billboard 200 - #8 UK R&B Album Chart                | — | - WW : Gold (Album)                                     |   |
| 2009          | BoA                                                                                                 | BoA - "Touched" | - #3 US Billboard Top Heatseekers                            | — | —                                                       |   |
| 2010          | Monrose                                                                                             | Ladylike - "Catwalk V-O-G-U-E" | —                                                            | — | —                                                       |   |
| 2010          | Lee DeWyze                                                                                          | Live It Up - "Live It Up" - "Dear Isabelle" - "Brooklyn Bridge" - "Earth Stood Still" | - #19 US Billboard 200 - #122 UK Album Chart                 | — | —                                                       |   |
| 2010          | Selena Gomez & the Scene                                                                            | A Year Without Rain - "A Year Without Rain" - "Intuition" | - #4 US Billboard 200 - #14 UK Album Chart                   | A Year Without Rain - #35 US Billboard Hot 100 - #78 UK Singles Chart - #1 US Hot Dance Club Songs              | - US : 2x Platinum (Singles) - WW : Platinum (Album)    |   |
| 2010          | Pixie Lott                                                                                          | Turn It Up Louder - "Broken Arrow" | - #6 UK Album Chart                                          | - #12 UK Singles Chart                                                                                          | - UK : 2x Platinum (Album)                              |   |
| 2010          | Emily Osment                                                                                        | Fight or Flight - "Lets Be Friends" | - #2 US Billboard Top Heatseekers                            | - #31 US Hot Dance Club Songs                                                                                   | —                                                       |   |
| 2010          | Hannah Montana                                                                                      | Hannah Montana Forever - "Ordinary Girl" - "Que Será" | - #11 US Billboard 200 - #38 UK Album Chart                  | Ordinary Girl - #91 US Billboard Hot 100 - #93 UK Singles Chart                                                 | —                                                       |   |
| 2010          | Drake Bell                                                                                          | Unreleased - "Nevermind" | —                                                            | — | —                                                       |   |
| 2010          | Camp Rock 2: The Final Jam                                                                          | Camp Rock 2: The Final Jam soundtrack - "It's On" - "Tear It Down" | - #3 US Billboard 200 - #22 UK Soundtrack Albums Chart       | — | - WW : Gold (Album)                                     |   |
| 2010          | JLS                                                                                                 | Outta This World - "Love You More" | - #2 UK Album Chart                                          | - #1 UK Singles Chart                                                                                           | - UK : 2x Platinum (Album)                              |   |
| 2010          | Tarja                                                                                               | What Lies Beneath - "I Feel Immortal" | - #24 US Billboard Top Heatseekers - #11 UK Rock Album Chart | — | —                                                       |   |
| 2010          | Jazmine Sullivan                                                                                    | Love Me Back - "Stuttering" | - #17 US Billboard 200                                       | — | —                                                       |   |
| 2010          | Nadine Coyle                                                                                        | Insatiable - "My Sexy Love Affair" - "You are the One" | - #47 UK Album Chart                                         | — | —                                                       |   |
| 2010          | Alesha                                                                                              | The Entertainer - "Cool with Me" | - #84 UK Album Chart                                         | — | —                                                       |   |
| 2011          | Nicole Scherzinger                                                                                  | Killer Love - "Don't Hold Your Breath" | - #8 UK Album Chart                                          | - #85 US Billboard Hot 100 - #1 UK Singles Chart - #2 US Hot Dance Club Songs                                   | - WW : Gold (Singles) - UK : Gold (Album)               |   |
| 2011          | Selena Gomez & the Scene                                                                            | When the Sun Goes Down - "Bang Bang Bang" - "We Own the Night" | - #3 US Billboard 200 - #15 UK Album Chart                   | - #94 US Billboard Hot 100                                                                                      | - WW : Platinum (Album)                                 |   |
| 2011          | James Morrison                                                                                      | The Awakening - "Up" - "Slave to the Music" - "One Life" | - #49 US Billboard 200 - #1 UK Album Chart                   | Up - #30 UK Singles Chart One Life - #159 UK Singles Chart                                                      | - WW : Platinum (Album)                                 |   |
| 2011          | Jessie J                                                                                            | Who You Are - "Who You Are" - "L.O.V.E." | - #11 US Billboard 200 - #2 UK Album Chart                   | Who You Are - #12 US Bubbling Under Hot 100 - #8 UK Singles Chart                                               | - UK : Silver (Singles) - WW : 2x Platinum (Album)      |   |
| 2011          | Ashley Tisdale                                                                                      | Sharpay's Fabulous Adventure - "Gonna Shine" | —                                                            | — | —                                                       |   |
| 2011          | Colbie Caillat                                                                                      | All of You - "I Do" - "Think Good Thoughts" - "What Means the Most" | - #6 US Billboard Hot 100                                    | - #23 US Billboard 200                                                                                          | - US : Gold (Singles) - WW : Gold (Album)               |   |
| 2011          | Demi Lovato                                                                                         | Unbroken - "Skyscraper" - "My Love is Like a Star" - "For the Love of a Daughter" | - #4 US Billboard 200 - #45 UK Album Chart                   | Skyscraper - #10 US Billboard Hot 100 - #7 UK Singles Chart                                                     | - US : Platinum (Singles) - WW : Platinum (Album)       |   |
| 2011          | Kelly Clarkson                                                                                      | Stronger - "The War Is Over" - "Einstein" | - #2 US Billboard 200 - #5 UK Album Chart                    | — | - WW : 2x Platinum (Album)                              |   |
| 2011          | Cher Lloyd                                                                                          | Sticks + Stones - "Dub on the Track" | - #9 US Billboard 200 - #4 UK Album Chart                    | — | - WW : Gold (Album)                                     |   |
| 2011          | One Direction                                                                                       | Up All Night - "Taken" | - #1 US Billboard 200 - #2 UK Album Chart                    | — | - WW : 4x Platinum (Album)                              |   |
| 2011          | Pixie Lott                                                                                          | Young Foolish Happy - "Dancing on My Own" - "Love You to Death" | - #18 UK Album Chart                                         | — | - UK : Gold (Album)                                     |   |
| 2011          | Big Time Rush (band)                                                                                | Elevate - "Cover Girl" | - #12 US Billboard 200                                       | — | —                                                       |   |
| 2011          | Dia Frampton                                                                                        | Red - "Daniel" | - #1 US Billboard Top Heatseekers                            | — | —                                                       |   |
| 2012          | Colbie Caillat                                                                                      | Christmas In The Sand - "Happy Christmas" | - #41 US Billboard 200                                       | — | —                                                       |   |
| 2012          | Koda Kumi                                                                                           | Japonesque - "V.I.P" - "Boom Boom Boys" | —                                                            | — | - JPN : Gold (Album)                                    |   |
| 2012          | Paloma Faith                                                                                        | Fall to Grace - "Blood Sweat & Tears" | - #2 US Billboard Top Heatseekers - #2 UK Album Chart        | — | - UK : 2x Platinum (Album)                              |   |
| 2012          | Carly Rae Jepsen                                                                                    | Kiss - "Beautiful (feat. Justin Bieber)" - "Your Heart Is a Muscle" | - #6 US Billboard 200 - #9 UK Album Chart                    | Beautiful (feat. Justin Bieber) - #87 US Billboard Hot 100 - #68 UK Singles Chart                               | - WW : Gold (Album)                                     |   |
| 2012          | One Direction                                                                                       | Take Me Home - Truly, Madly, Deeply | - #1 US Billboard 200 - #1 UK Album Chart                    | — | - WW : 4x Platinum (Album)                              |   |
| 2012          | JLS                                                                                                 | Evolution - "Reload" | - #3 UK Album Chart                                          | — | —                                                       |   |
| 2012          | Casey Abrams                                                                                        | Casey Abrams - "Simple Life" | - #101 US Billboard 200                                      | — | —                                                       |   |
| 2012          | Kris Allen                                                                                          | Thank You Camellia - "Blindfolded" | - #26 US Billboard 200                                       | — | —                                                       |   |
| 2012          | Tulisa Contostavlos                                                                                 | The Female Boss - "Kill Me Tonight" - "Steal My Breath Away" | - #35 UK Album Chart                                         | — | —                                                       |   |
| 2012          | Bridgit Mendler                                                                                     | Hello My Name Is... - "Postcard" | - #30 US Billboard 200 - #107 UK Album Chart                 | — | —                                                       |   |
| 2012          | Victoria Justice                                                                                    | Girl Up - "Girl Up" | —                                                            | — | —                                                       |   |
| 2012          | Mandy Capristo                                                                                      | Grace - "Side Effects" | —                                                            | — | —                                                       |   |
| 2012          | Robin Stjernberg                                                                                    | My Versions - "Who You Are" | —                                                            | — | —                                                       |   |
| 2013          | Marco Mengoni                                                                                       | #prontoacorrere - "Non passerai" | —                                                            | — | —                                                       |   |
| 2013          | Koda Kumi                                                                                           | Summer Trip - "TOUCH DOWN" | —                                                            | — | —                                                       |   |
| 2013          | John Legend                                                                                         | Love in the Future - "All of Me" | - #4 US Billboard 200 - #28 UK Album Chart                   | - #1 US Billboard Hot 100                                                                                       | —                                                       |   |
| 2013          | Jessica Sánchez                                                                                     | Me, You & the Music - "No One Compares (feat. Prince Royce)" - "In Your Hands" - "Drive By" - "Gentleman" | - #26 US Billboard 200                                       | — | —                                                       |   |
| 2013          | Selena Gomez                                                                                        | Stars Dance - "Nobody Does it Like You" | - #1 US Billboard 200 - #14 UK Album Chart                   | — | - WW : Gold (Album)                                     |   |
| 2013          | Cody Simpson                                                                                        | Surfer's Paradise - "Summertime Of Our Lives" | - #10 US Billboard 200                                       | — | —                                                       |   |
| 2013          | Prince Royce                                                                                        | Soy El Mismo - "Already Missing You" |                                                              | |                                                         |   |
| 2014          | Alex & Sierra                                                                                       | It's About Us - "Little Do You Know" - "Cheating" | —                                                            | — | —                                                       | — |
| 2014          | Natalia Jiménez                                                                                     | Creo En Mi (Single) - "Creo En Mi" | —                                                            | — | —                                                       | — |
| 2014          | Tessanne Chin                                                                                       | Count On My Love - "Count On My Love" - "People Change" | —                                                            | — | —                                                       | — |
| 2014          | Foxes                                                                                               | Holding onto Heaven - "Glorious" | —                                                            | — | —                                                       | — |
| 2014          | Arty                                                                                                | Keep Me Up (Single)" - "Keep Me Up" | —                                                            | — | —                                                       | — |
| 2014          | Heffron Drive                                                                                       | "Parallel (single)" - "Happy Mistakes" | -                                                            | - | -                                                       | - |
| 2014          | Hilary Duff                                                                                         | TBA - "Chasing the Sun" | —                                                            | — | —                                                       |   |
| The Veronicas | The Veronicas - "Did You Miss Me (I’m a Veronica)" - "Line of Fire" - "Born Bob Dylan" - "Mad Love" | — | —                                                            | — |                                                         |   |
| 2015          | Madonna                                                                                             | Rebel Heart - "Illuminati" - "Living for Love" - "Unapologetic Bitch" - "Bitch I'm Madonna" | —                                                            | — |                                                         |   |